# 莱塞
莱塞（法語：Laissey，法語發音：[lɛsɛ]）是法国杜省的一个市镇，属于贝桑松区。

## 地理
莱塞（47°17'52"N, 6°13'51"E）面积2.86 平方千米，位于法国勃艮第-弗朗什-孔泰大區杜省，该省份为法国东部内陆省份，北起上索恩省，西接汝拉省，东部及东南部与瑞士接壤，东北部与贝尔福地区省接壤。
与莱塞接壤的市镇（或旧市镇、城区）包括：鲁朗、乌涅-杜沃。

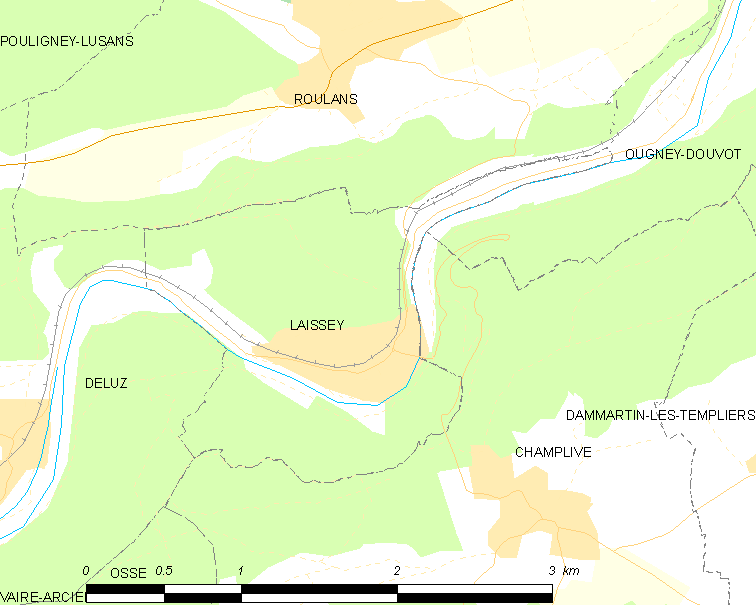
莱塞的OSM定位图

莱塞的时区为UTC+01:00、UTC+02:00（夏令时）。

## 行政
莱塞的邮政编码为25820，INSEE市镇编码为25323。

## 政治
莱塞所属的省级选区为博姆莱达姆县。

## 人口

1962-2008年间莱塞人口变化图示

莱塞于2022年1月1日时的人口数量为442人。